# Bereg (rijeka)
Bereg je rijeka u Bosni i Hercegovini.
Lijeva je pritoka Rakitnice, najveće pritoke Prače. Izvire u podnožju Paklenika, na obroncima Devetaka. Na ušću u Rakitnicu se nalazi Bereški vodopad, visok između 10 i 12 metara. 
Rijeka je bogata potočnom pastrvom.